# Angela Browning

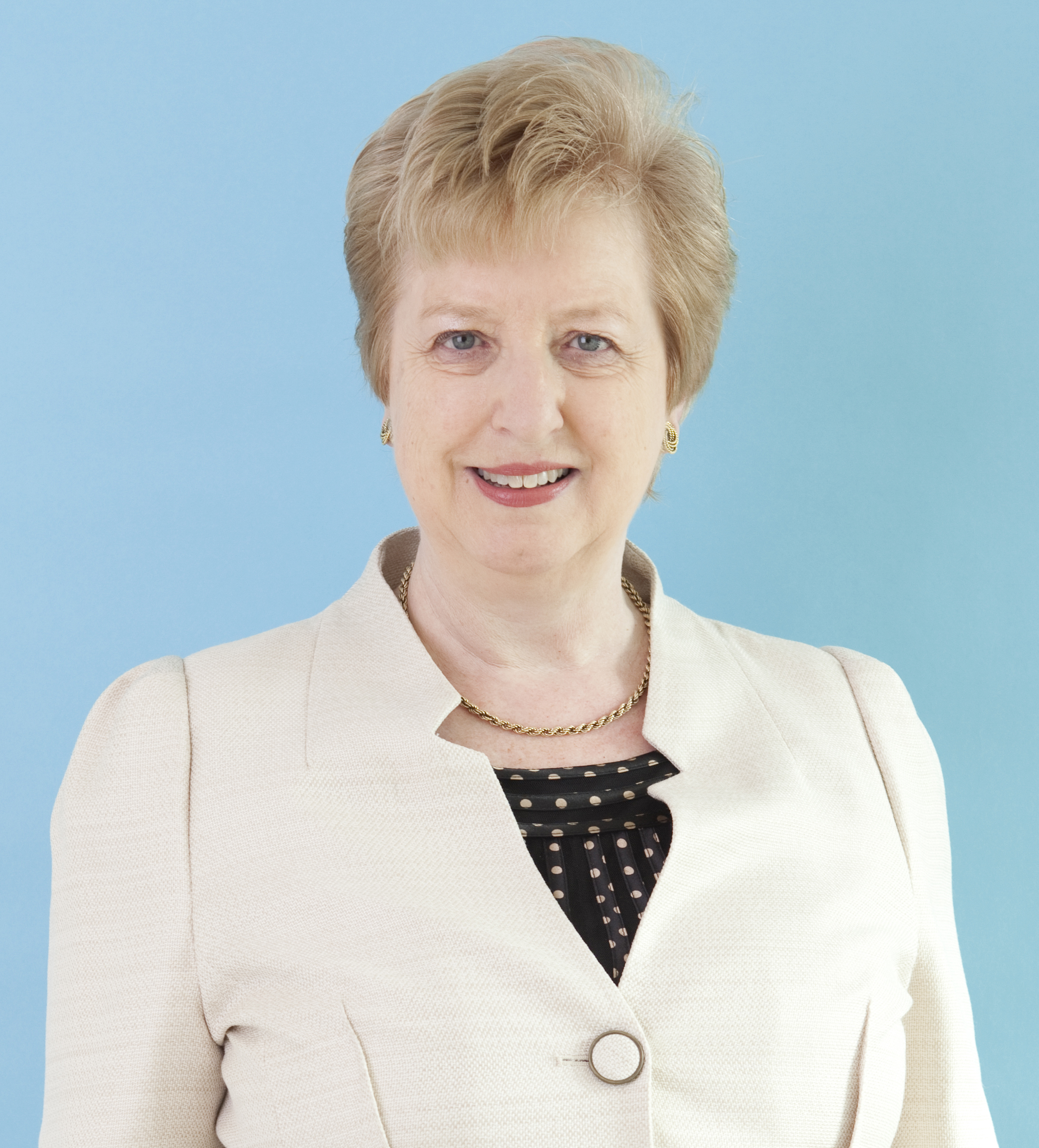
Angela Browning, Baroness Browning, 2011

Angela Frances Browning, Baroness Browning (* 4. Dezember 1946) ist eine britische Politikerin der Conservative Party. Sie gehörte dem House of Commons an und ist heute Mitglied im House of Lords.

## Leben
Angela Browning wurde als Angela Pearson in Reading geboren. Ihr Vater arbeitete als Laborant an der University of Reading. Nach dem Besuch der Westwood Grammar School for Girls (einer Grammar School) in der Honey End Lane in Reading besuchte sie das Reading College of Technology und das Bournemouth College of Technology. Nach dem Studium arbeitete sie von 1968 bis 1974 als Hauswirtschaftslehrerin in der Erwachsenenbildung. 1976 arbeitete sie für ein Jahr als selbstständig in der Krankenpflege. Danach war sie ab 1977 Vertriebs- und Schulungsmanager bei GEC Hotpoint. Seit 1985 ist sie selbstständige Unternehmensberaterin und wurde 1994 Direktorin eines Beratungsbüros für Kleinunternehmen. 1988 bis 1992 war sie Leiterin von Women into Business.
Sie heiratete am 6. Januar 1968 in Bournemouth David Browning. Aus der Ehe sind zwei Söhne hervorgegangen.

## Politik
Bei den Britischen Unterhauswahlen 1987 kandidierte sie im Wahlkreis Crewe and Nantwich, jedoch verlor sie die Wahl wegen 1.092 Stimmen nur knapp; Labour-MP Gwyneth Dunwoody konnte ihr Mandat verteidigen. Bei den Britischen Unterhauswahlen 1992 wurde sie von ihrer Partei im sicheren Wahlkreis von Tiverton aufgestellt. Der bisherige Mandatsinhaber, Robin Maxwell-Hyslop war nach 32 Jahren im Unterhaus in Rente gegangen. Browning gewann den Sitz mit großem Abstand.
Im Parlament war sie ab 1992 Mitglied des Select Committee beim Landwirtschaftsministerium. Sie wurde 1993 im Schattenkabinett des Kultusministers Michael Forsyth zum Parliamentary Private Secretary ernannt und Präsidentin der National Autistic Society. 1994 trat sie in John Majors Regierung als parlamentarische Unterstaatssekretärin im Landwirtschaftsministerium ein, dem sie bis zur Abwahl der Regierung angehörte. Sie wurde 1997 Vizepräsidentin der National Alzheimer’s Disease Society.
Nachdem der Wahlkreis Tiverton aufgelöst worden war, gewann Browning bei den Britischen Unterhauswahlen 1997 das Mandat im neuen Wahlkreis Tiverton and Honiton mit knapper Mehrheit.
Nach dem Rücktritt John Majors als Parteichef der Conservative Party leitete sie die Kampagne von John Redwood. Im Schattenkabinett von William Hague war sie Sprecherin für Erziehung und Beschäftigung. 1998 legte sie diese Aufgabe nieder, um sich ganz um ihren Sohn Robin zu kümmern, der unter Autismus leidet.
1999 kehrte sie in die Politik zurück und wurde im Schattenkabinett Staatssekretär für Handel und Industrie und ab 2000 Shadow Leader of the House of Commons, also die Kontaktperson zwischen Schattenkabinett und dem Präsidium des Parlamentes. Nach den Britischen Unterhauswahlen 2001 wurde sie Sprecherin der Opposition für Verfassungsfragen und ab April 2000 stellvertretende Vorsitzende der Conservative Party. Bei den Britischen Unterhauswahlen 2005 hielt sie ihren Sitz mit verbessertem Wahlergebnis. Am 17. November 2006 erklärte Browning bei den 2010er Wahlen nicht mehr antreten zu wollen.

### House of Lords
Am 9. Juli 2010 wurde sie als Baroness Browning, of Whimple in the County of Devon, zum Life Peer erhoben und gehört damit auf Lebenszeit dem House of Lords an. Ihren dortigen Sitz nahm sie am 13. Juli 2010 auf Seiten der Conservative Party ein.
Nach der Bildung der Konservativ-Liberalen Koalitionsregierung wurde Lady Browning Nachfolgerin von James Brokenshire als Minister for Crime Prevention and Anti-Social Behaviour Reduction (vergleichbar einem Staatssekretär im Home Office). Am 16. September 2011 schied sie aus der Regierung aus. Nachfolger wurde Lord Henley.